# László Fazekas
László „Kapa“ Fazekas (* 15. Oktober 1947 in Budapest) ist ein ehemaliger ungarischer Fußballspieler und -trainer.

## Vereinskarriere
Fazekas trat im Alter von zehn Jahren dem Újpesti Dózsa SC bei und gab mit 18 Jahren sein Debüt in der Kampfmannschaft. Dort bildete er gemeinsam mit Ferenc Bene und Antal Dunai eine Offensive, die zu den Herausragendsten der ungarischen Fußballgeschichte zählt. Nach zwei Vizemeistertiteln konnte 1969 die ungarische Meisterschaft geholt werden. Im selben Jahr erreichte die Mannschaft auch das Finale im Messepokal, wo man an Newcastle United scheiterte.
Fazekas stand zunächst etwas im Schatten der beiden älteren Spieler, welche zwischen 1967 und 1975 nicht weniger als siebenmal den Titel des Torschützenkönigs holten (viermal Bene, dreimal Dunai). Újpest wurde zur dominierenden Kraft im ungarischen Fußball und holte sieben Meistertitel in Folge. Als die beiden Torgaranten jedoch an Produktivität nachließen, übernahm Fazekas Mitte der 1970er Jahre die Rolle des Goalgetters im Újpest-Angriff und setzte nahtlos dort fort, wo seine Klubkollegen aufgehört hatten. Dreimal war er erfolgreichster Torschütze der Liga, bildete nun eine Sturmreihe mit László Fekete und András Törőcsik und führte den Verein zu zwei weiteren Meistertiteln. Im Jahr 1980 holte er mit 36 Toren auch den silbernen Schuh als zweiterfolgreichster Stürmer Europas.
In diesem Jahr erhielt er die Erlaubnis des Verbandes, ins Ausland zu wechseln und verließ nach 23 Jahren die Violetten aus Budapest um fortan in Belgien sein Geld zu verdienen. Er unterschrieb bei Royal Antwerpen, wo er die nächsten vier Jahre spielte und als bestes Ergebnis einen dritten Platz in der Meisterschaft erreichte. Danach war er noch jeweils eine Saison für den VV St. Truiden und Racing Jet de Bruxelles in der zweiten belgischen Liga tätig, ehe er seine aktive Karriere beendete.

## Nationalteam
Seinen ersten Einsatz im Nationalteam hatte Fazekas im Mai 1968 gegen die Sowjetunion. Im selben Jahr gehörte er auch zur ungarischen Auswahl, die an den Olympischen Spielen in Mexiko teilnahm und durch einen 4:1-Sieg gegen Bulgarien die Goldmedaille gewann, wobei er in sämtlichen Spielen eingesetzt wurde und dabei ein Tor erzielte.
Von nun an gehörte er zum Stamm der Nationalmannschaft und trat auch regelmäßig als Torschütze in Erscheinung, mit der Qualifikation für Großveranstaltungen sollte es jedoch lange Zeit nicht klappen. Erst 1978 konnten sich die Ungarn die Teilnahme an der Weltmeisterschaft erkämpfen. In Argentinien waren sie jedoch chancenlos und reisten nach drei Niederlagen in der Gruppenphase wieder ab. Vier Jahre später erfolgte wieder die Qualifikation, doch auch in Spanien schied man in der Gruppenphase aus. Dabei gelang allerdings mit einem 10:1 gegen El Salvador der höchste Sieg in der Geschichte von Weltmeisterschaften, zu dem auch Fazekas zwei Tore beisteuerte.
Sein letztes Spiel für Ungarn bestritt er 1983 gegen Luxemburg. Insgesamt kam er auf 92 Einsätze und hat damit nach Balázs Dzsudzsák, Gábor Király und József Bozsik die viertmeisten Länderspiele für den ungarischen Verband absolviert. Dabei konnte er 24 Tore erzielen.

## Trainerkarriere
Nach seiner aktiven Karriere blieb Fazekas in Belgien, übernahm den Trainerposten beim Zweitligisten Eendracht Aalst und scheiterte 1988 nur knapp im Aufstiegs-Playoff. Danach war er beim Zweitligisten RC Harelbeke tätig, ehe er 1990 wieder die Aalster übernahm und diesmal mit einem Playoff-Sieg in die höchste Spielklasse führte, wo sich die Mannschaft jedoch nicht halten konnte. Später war er Assistent des ungarischen Nationaltrainers Kálmán Mészöly und danach Trainer bei mehreren belgischen Vereinen, darunter sein ehemaliger Klub Royal Antwerpen und Berchem Sport.

## Erfolge
- Olympiasieger: 1968
- WM-Teilnehmer: 1978, 1982
- 9 × Ungarischer Meister: 1969, 1970, 1971, 1972, 1973, 1974, 1975, 1978, 1979
- 3 × Ungarischer Cupsieger: 1969, 1971, 1975
- 3 × Ungarischer Torschützenkönig: 1976, 1978, 1980
- Gewinner des silbernen Schuhs: 1980
- Messepokal: Finale 1969
- Europacup der Landesmeister: Halbfinale 1974
- 92 Spiele und 24 Tore für die ungarische Fußballnationalmannschaft